# Dallas Voice
Dallas Voice est un journal de la communauté gay de Dallas, au Texas. Il a été créé en 1984